# Враждебная архитектура
Враждебная архитектура (англ. Hostile architecture) — вид городского дизайна, целью которого является защита различных элементов инфраструктуры от их нежелательного использования. «Враждебная архитектура» может быть направлена против бездомных, против склонных к нарушению общественного порядка подростков, против скейтбордистов, а также против живущих в городе животных.

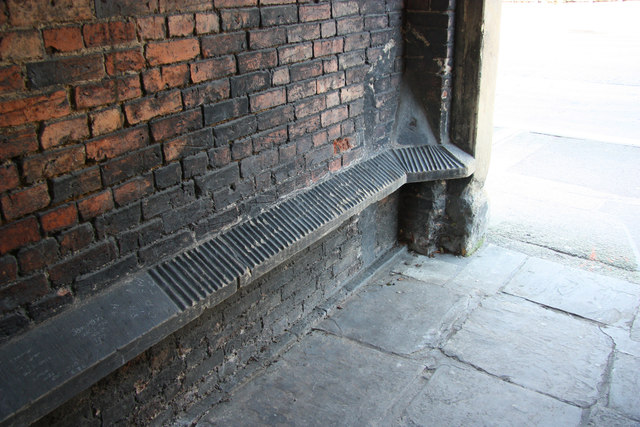
«Дефлектор мочи» в городе Ньюарк-он-Трент, Великобритания

Примеры приспособлений такого рода появились уже в XIX веке. Так, в 1822 году Майлз Брютон в Чарльстоне (Южная Каролина) поставил перед домом металлические шипы, чтобы защищаться от возможного восстания рабов. Примерно тогда же в Лондоне на домах в переулке Клиффордс-Инн-пассаж стали устанавливать специальные «дефлекторы мочи» (длинные полосы из металла) для борьбы с людьми, которые справляли нужду в не предназначенном для этого месте. Если бы они мочились у оборудованной таким образом стены, то их моча, попадая на дефлектор, стекала бы им же на ботинки.
В середине XX века известный американский архитектор и градостроитель Роберт Мозес спроектировал мосты над шоссе, ведущим к городским паркам Лонг-Айленда (острова, на котором располагается часть Нью-Йорка), таким образом, чтобы под ними не мог проехать автобус. В связи с этим Роберт Каро в своей книге The Power Broker: Robert Moses and the Fall of New York («Власть брокера: Роберт Мозес и падение Нью-Йорка») обвинил Мозеса в том, что он строил такие мосты специально для того, чтобы «ограничить использование государственных парков бедными семьями и семьями низшего среднего класса», поскольку именно бедные передвигались на автобусах, а не на личных автомобилях.

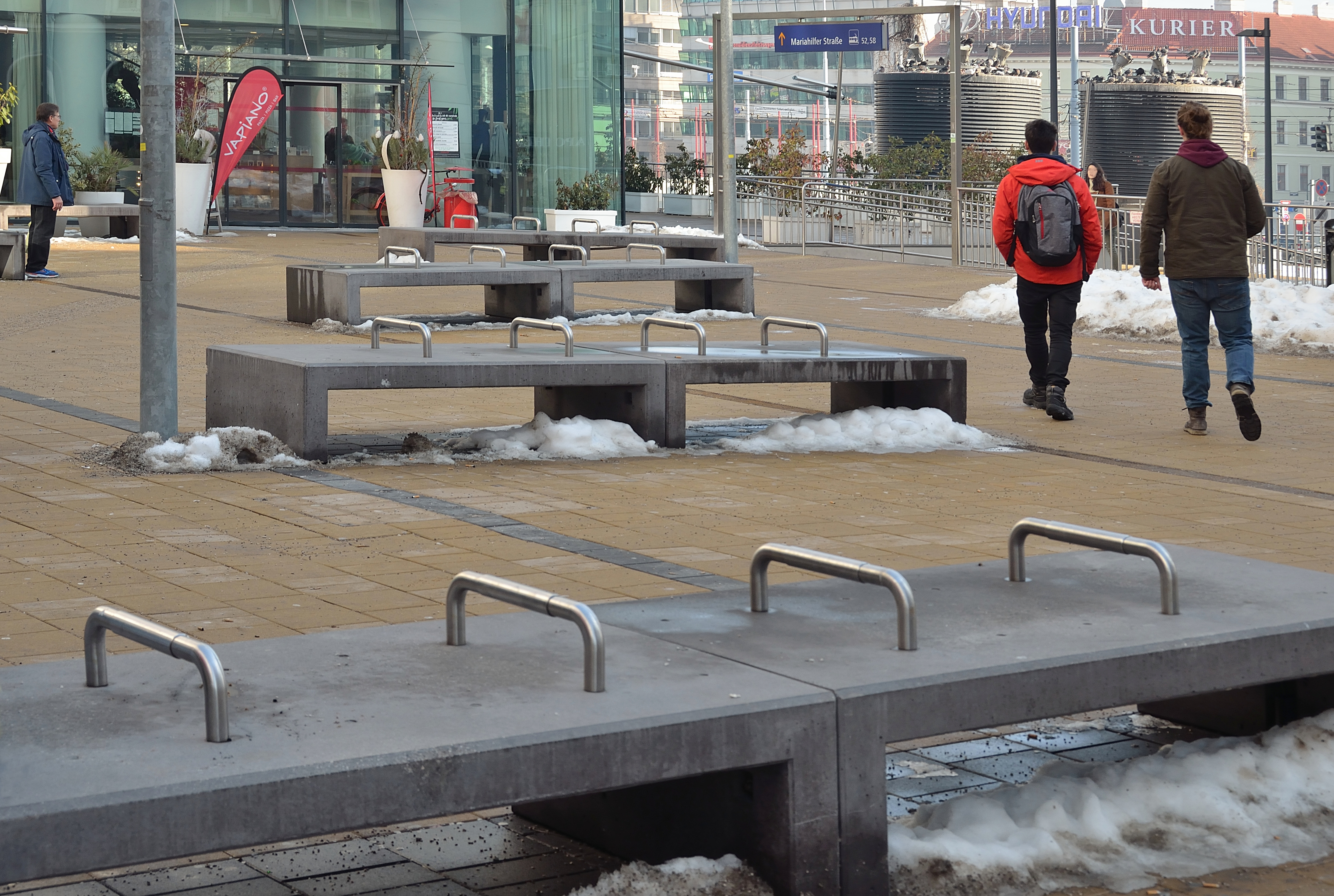
Скамейки, на которых нельзя лежать, Вена (Австрия)

Самыми распространенными в различных странах примерами «враждебной архитектуры» являются те, которые направлены против использования бездомными скамеек для сна на них. Так, в Москве скамейки автобусных остановок разделены металлическими скобами, не позволяющими прилечь. В Люберцах установили скамейки, сиденья которых на ночь поднимают и запирают на замок. В Токио скамейки делают из металла. Летом они сильно нагреваются, поэтому долго сидеть или лежать на них некомфортно, зимой же они слишком холодные. В Токио используется и другой вариант скамеек — с очень коротким сиденьем, на которое невозможно прилечь.

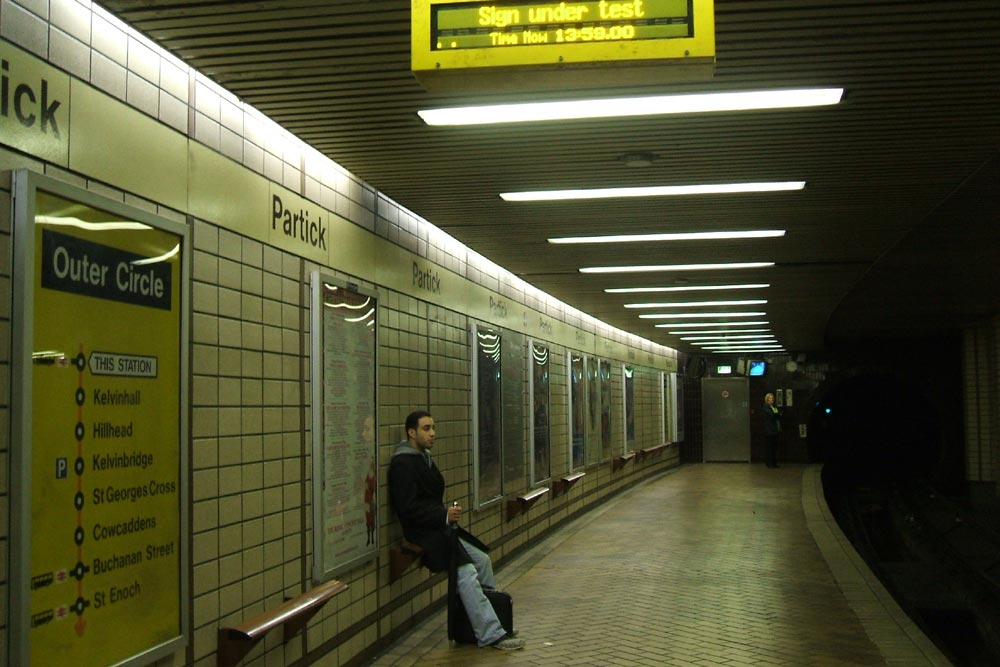
«Птичья» скамейка, популярная в Великобритании

 В провинции Шаньдун (Китай) в парке Яньтай появились платные скамейки с встроенными в них острыми шипами. Чтобы воспользоваться такой скамейкой, пользователю нужно поместить деньги в слот для монет, после чего шипы опустятся вниз и человек сможет сесть. Через некоторое время срабатывает таймер и шипы возвращаются на место.

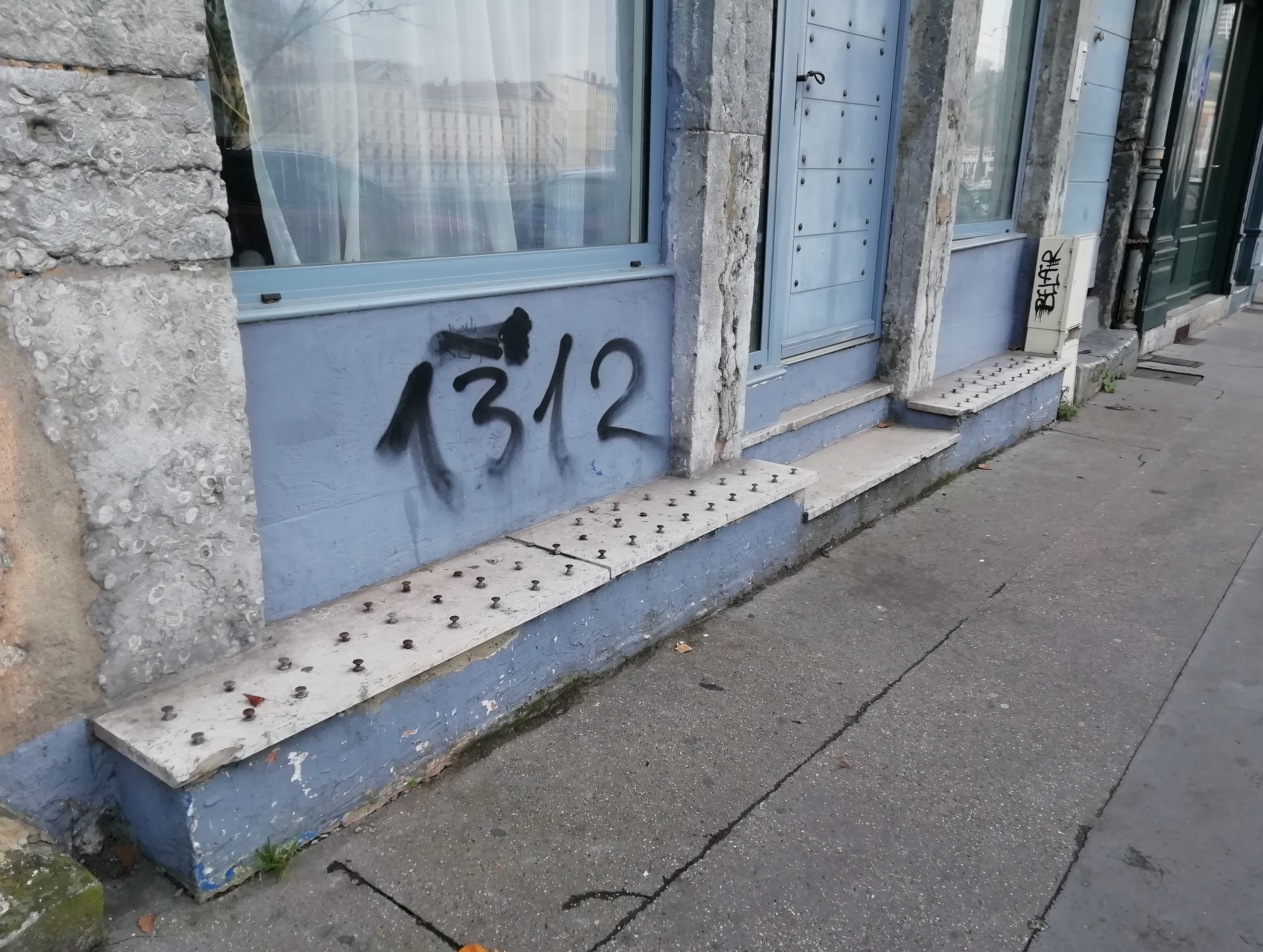
Шипы, направленные против тех, кто хочет сидеть или лежать, в Лионе (Франция)

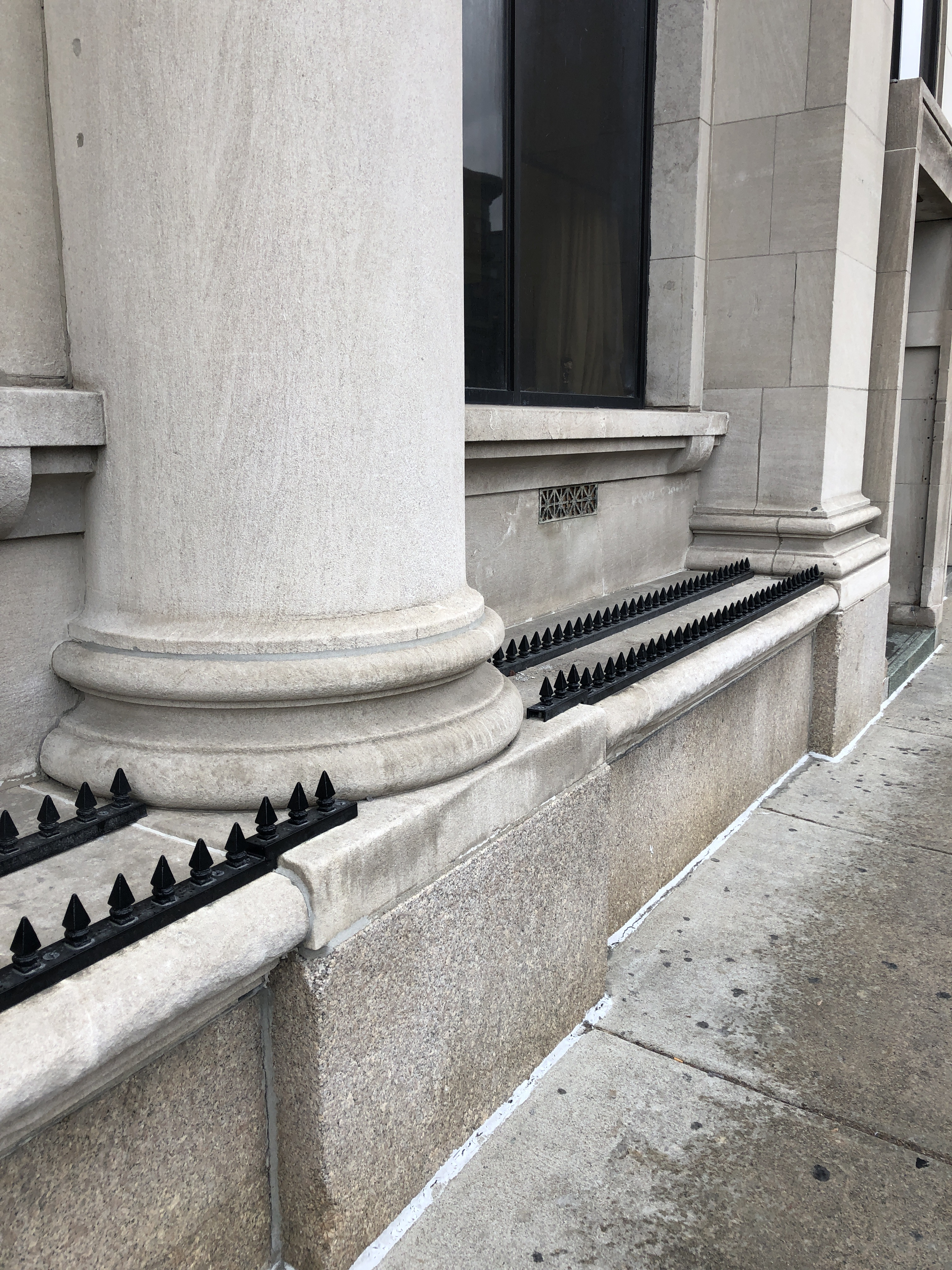
Шипы, направленные против тех, кто хочет сидеть или лежать, в Бостоне (США)

Вентиляционные шахты теплотрасс в центре Москвы закрыли решётками с шипами, чтобы бездомные не могли на них греться. В Лондоне, Сиэтле и Сан-Франциско в местах ночёвок бездомных людей и животных также устанавливают острые шипы; иногда с той же целью используют камни или кактусы. Активисты, выступающие в защиту прав бездомных, покрывают такие шипы резиновой краской, которая при высыхании образует эластичное покрытие, и кладут сверху слой пенопласта и тёплое одеяло. Подобные шипы установили в Мумбаи (Индия) возле одного из филиалов HDFC Bank. Это вызвало возмущение общественности, и шипы демонтировали. В Лондоне более 131 тысячи жителей подписали петицию с требованием убрать шипы у здания, принадлежащего компании Property Partners, занимающейся продажей коммерческой недвижимости. Создатель петиции, медсестра Гарриет Уэллс, заявляла, что об уязвимых категориях населения нужно заботиться, а не изолировать их от общества, прогоняя в безлюдные места. В итоге эти шипы демонтировали.
Для борьбы с наркоманами, вводящими себе наркотики внутривенно, в общественных туалетах Ванкувера стали устанавливать синие и фиолетовые светильники, поскольку при таком свете не видно поверхностных вен.
В Аделаиде (Австралия) на гранях фонтанов, перилах и бордюрах устанавливают скейтстопы — металлические скобы, чтобы там не катались скейтбордисты и не портили их.
В Великобритании изобрели устройство под названием Mosquito («Комар»), которое издаёт монотонный звук на такой высокой частоте (17,4 кГц), что большинство людей после подросткового возраста теряют способность его слышать. Такое устройство используют в Германии, Австралии, Франции, Дании, Италии, Испании, Швейцарии, Канаде и США. Изначально предполагалось, что его будут включать только в крайнем случае — например, если охрана не может справиться с хулиганами. Но его часто используют просто для профилактики вандализма. Например, в 30 парках Филадельфии (США) его оставляют включённым с 10 вечера до 6 утра. Комитет ООН по правам ребёнка призвал прекратить использование этого устройства, поскольку граждане любого возраста имеют равное право находиться в общественных пространствах. Однако власти Филадельфии заявили, что не считают применение этого устройства дискриминацией.
Жители одного из районов Бристоля (Великобритания) решили прогнать из своих дворов птиц, которые пачкают их автомобили экскрементами, для чего закрепили на ветвях деревьев подобие колючей проволоки с острыми шипами. Экологические активисты были возмущены этим, но заставить жильцов снять колючки с деревьев им не удалось, так как деревья растут на частной территории.